# Sinspelt

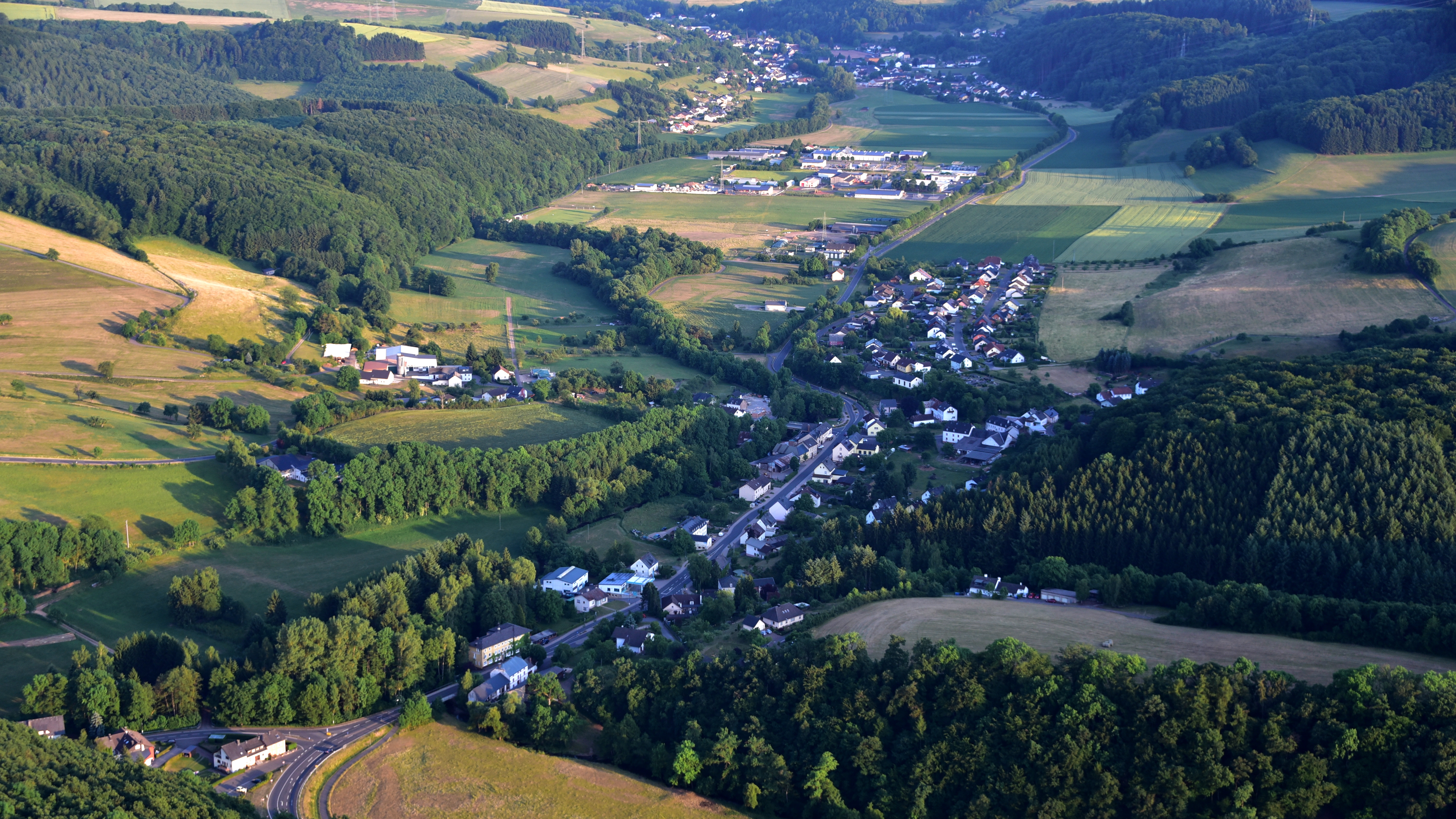
Sinspelt, Luftaufnahme (2017)

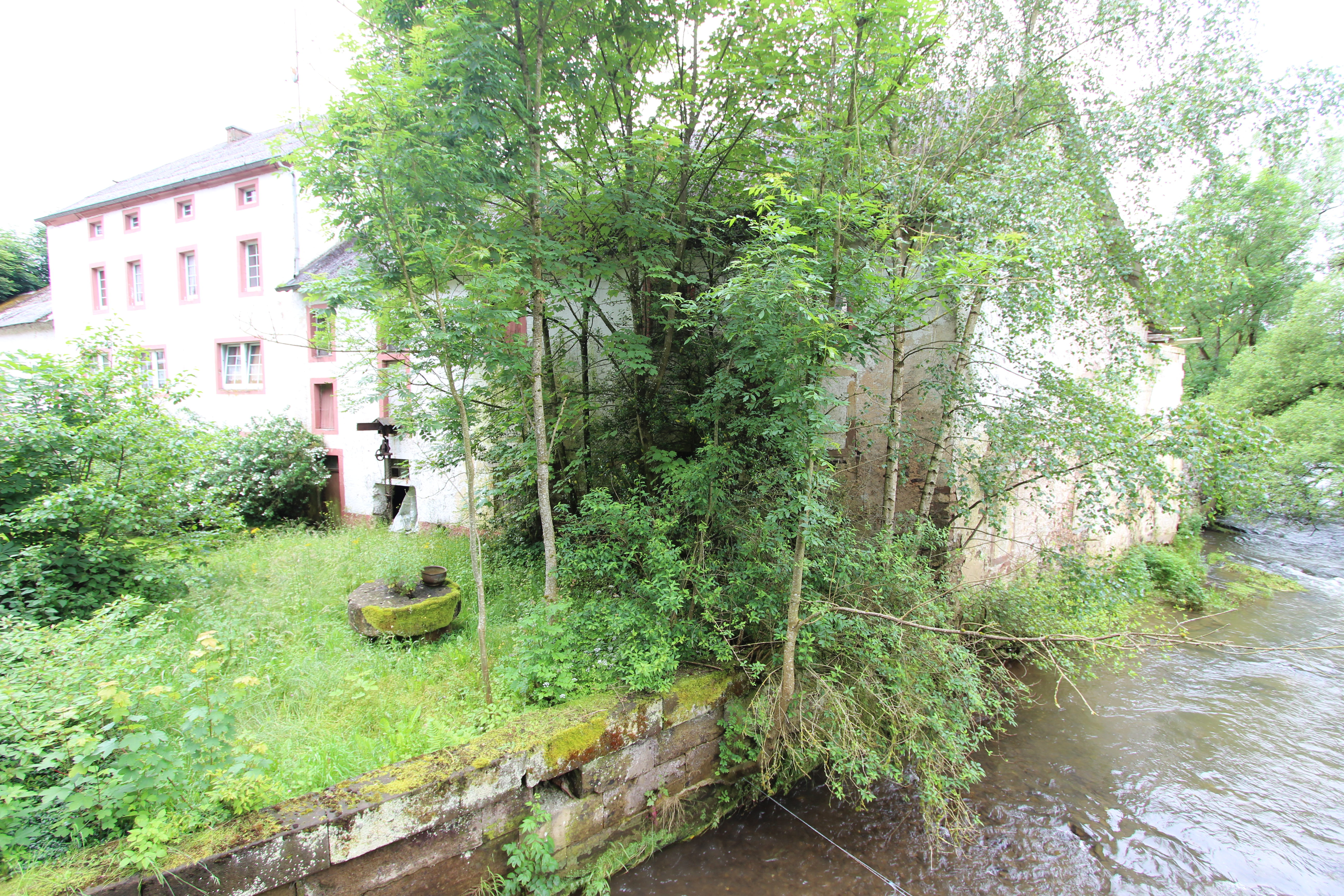
Ehem. Mühlenanlage an der Enz

Sinspelt ist eine Ortsgemeinde im Eifelkreis Bitburg-Prüm in Rheinland-Pfalz. Sie gehört der Verbandsgemeinde Südeifel an.

## Geographie
Der Ort liegt in der Westeifel etwa 8 km südlich der Stadt Neuerburg im Enztal. Die Kreisstadt Bitburg liegt etwa 10 km östlich von Sinspelt. Zu Sinspelt gehört auch der Wohnplatz Haus Ehr.
Nachbarorte von Sinspelt sind neben Neuerburg die Ortsgemeinden Niederraden im Nordosten, Mettendorf im Süden sowie Obergeckler im Westen.

## Geschichte
Zur Zeit der Römer war Sinspelt ein Straßenknotenpunkt. Es stand hier ein römisches Landhaus, die „Simonis villa“ (Haus des Simons). Die erste urkundliche Erwähnung des Ortes stammt aus dem Jahre 1435.
Bis zum Ende des 18. Jahrhunderts gehörte Sinspelt zur luxemburgischen Grafschaft Vianden und war der Verwaltung der Meierei Geckler zugeordnet.
Im Jahr 1794 hatten französische Revolutionstruppen die Österreichischen Niederlande, zu denen das Herzogtum Luxemburg gehörte, besetzt und im Oktober 1795 annektiert. Von 1795 bis 1814 gehörte der Ort zur Mairie Outscheid (Utscheid) im Kanton Neuerburg des Arrondissements Bitburg im Departement der Wälder.
Im Jahr 1815 wurde das ehemals luxemburgische Gebiet östlich der Sauer und der Our auf dem Wiener Kongress dem Königreich Preußen zugeordnet. Damit kam die Gemeinde Sinspelt 1816 zum Kreis Bitburg im Regierungsbezirk Trier in der Provinz Großherzogtum Niederrhein, die 1822 in der Rheinprovinz aufging, und wurde von der Bürgermeisterei Outscheid verwaltet. 1871 kam die Gemeinde zur Bürgermeisterei Baustert.
Nach dem Ersten Weltkrieg zeitweise französisch besetzt und nach dem Zweiten Weltkrieg der französischen Besatzungszone zugeordnet, ist der Ort seit 1946 Teil des damals neu gebildeten Landes Rheinland-Pfalz.
Bevölkerungsentwicklung
Die Entwicklung der Einwohnerzahl von Sinspelt, die Werte von 1871 bis 1987 beruhen auf Volkszählungen:
| Jahr | Einwohner |
| ---- | --------- |
| 1815 | 131       |
| 1835 | 180       |
| 1871 | 199       |
| 1905 | 223       |
| 1939 | 309       |
| 1950 | 280       |
| 1961 | 337       |

| Jahr | Einwohner |
| ---- | --------- |
| 1970 | 347       |
| 1987 | 343       |
| 1997 | 389       |
| 2005 | 456       |
| 2011 | 424       |
| 2017 | 389       |
| 2023 | 408       |

## Politik

### Gemeinderat
Der Gemeinderat in Sinspelt besteht aus acht Ratsmitgliedern, die bei der Kommunalwahl am 9. Juni 2024 in einer Mehrheitswahl gewählt wurden, und dem ehrenamtlichen Ortsbürgermeister als Vorsitzendem.

### Bürgermeister
Leo Schuh wurde am 18. Juni 2019 Ortsbürgermeister von Sinspelt. Bei der Direktwahl am 26. Mai 2019 war er mit einem Stimmenanteil von 87,30 % gewählt worden. Bei der Direktwahl am 9. Juni 2024 wurde er als einziger Bewerber mit 87,2 % für weitere fünf Jahre in seinem Amt bestätigt.
Schuhs Vorgänger Matthias Kalbusch hatte das Amt von 2014 bis 2019 ausgeübt.

### Wappen
| Wappen von Sinspelt | Blasonierung: „Im blauen Schildhaupt ein goldener Turnierkragen, darunter gespalten vorn in Rot ein silberner Balken, hinten in Gold ein zusammengefügter Krug in Schwarz.“ |
| Wappen von Sinspelt | Wappenbegründung: Sinspelt liegt am Fluss Enz und am einmündenden Radenbach. Wassernähe und Wasserreichtum spiegeln sich im Blau des Schildhauptes. Ein durch drei Pfeiler gehaltener Gold-Träger nimmt Bezug auf die drei Stockhäuser Kooshof, Theishof und Hiwelshof. Die beiden Durchlässe im Trägerbalken stellen die zwei Enzbrücken im Ort dar. Auf der rechten Flanke des gespaltenen Schildes ist das Rot-Silber-Rot der Grafschaft Vianden angebracht, und auf der linken Flanke dominieren das Gold des Sinspelter Gutlandes und ein aus Scherben zusammengefügter römischer Krug in Schwarz. |

Das Wappen wurde am 22. März 2005 vom Gemeinderat beschlossen und am 20. Dezember 2005 von der Kreisverwaltung des Eifelkreises Bitburg-Prüm genehmigt.

## Kultur und Sehenswürdigkeiten

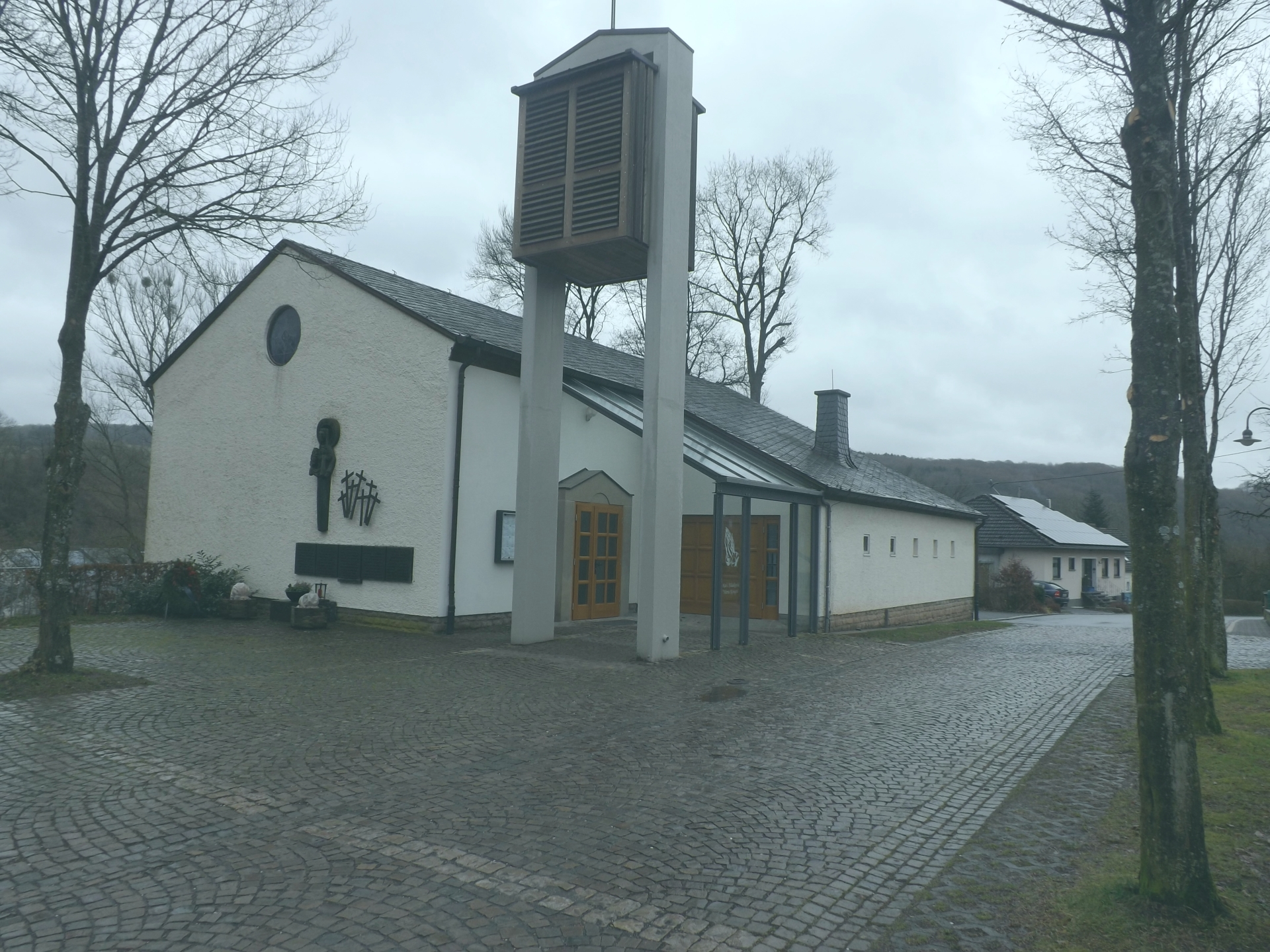
Maria Königin

### Bauwerke
- Filialkirche Maria Königin von 1959 (Kirchstraße 1)

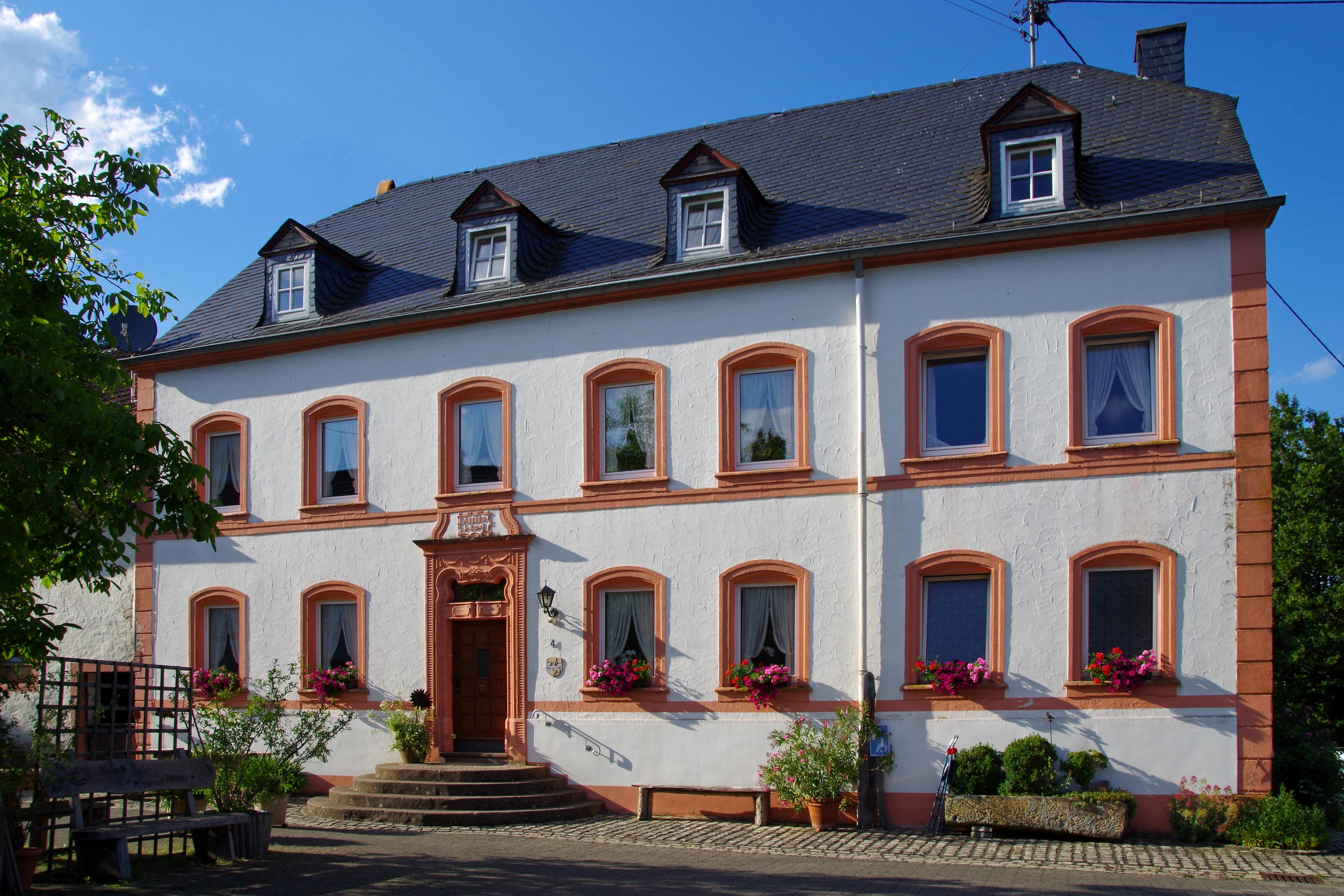
Heyenhof (1804)

- Heyenhof (1804)Denkmalgeschützte Hofanlage Heyenhof von 1804 (In der Gracht 4)
- Ehemalige Mühle an der Enz

Siehe auch: Liste der Kulturdenkmäler in Sinspelt

### Regelmäßige Veranstaltungen
- Jährliches Kirmes- bzw. Kirchweihfest am letzten Mai-Wochenende der Schutzpatronin „Maria, Königin des Friedens“
- Das „Burgbrennen“ oder „Hüttenbrennen“ zur Austreibung des Winters. Dieser alte Eifler Brauch wird jedes Jahr an Schafssonntag (Schoofssondisch), dem ersten Sonntag nach Aschermittwoch, begangen.[13][14][15]
- Traditionelles Ratschen oder Klappern am Karfreitag und Karsamstag
- Springprozession am Pfingstmontag[16]
- Autofreier Raderlebnistag im Juni entlang der Enz (Enztalradweg)

### Grünflächen und Naherholung
- Es bestehen sieben örtliche Wanderwege mit einer Gesamtlänge von 25 km, markiert durch weiße Schrift auf blauem Grund.[17]

## Wirtschaft und Infrastruktur

### Wirtschaft
Ursprünglich vor allem landwirtschaftlich geprägt, entwickelt sich der Ort durch zusätzliche Bebauung allmählich zur Wohngemeinde.

### Verkehr
Sinspelt wird von der Bundesstraße 50 sowie den Landesstraßen L 4 und L 8 an das regionale Straßennetz angebunden.